# Красивее, чем ты
Краси́вее, чем ты (тур. Senden Daha Güzel) — турецкий телесериал в жанре романтической комедии, драмы и медицинской драмы производства Gold Film, первый эпизод которого вышел в эфир 7 июня 2022 года на телеканале FOX. Режиссёрами сериала выступили Дениз Колош (1-й эпизод), Хакан Кырвавач (со 2-го по 11-й эпизод) и Эрсой Гюлер (с 12-го по 14-й эпизод); автором идеи и сценаристом — Айше Унер Кутлу. Главные роли в сериале исполнили Джемре Байсел и Бурак Челик. Сериал завершился 14-й серией, вышедшей в эфир 17 сентября 2022 года.

## Сюжет
Врач-дерматолог из Антепа, в прошлом пластический хирург, Эфсун Армаган и пластический хирург из Стамбула Эмир Демирхан становятся партнёрами в клинике пластической хирургии и вместе проходят испытания как в профессиональной, так и в личной жизни.

## Актёры и персонажи

### Главные персонажи
| Актёр         | Персонаж      | Эпизоды |
| ------------- | ------------- | ------- |
| Джемре Байсел | Эфсун Армаган | 1-14    |
| Бурак Челик   | Эмир Демирхан | 1-14    |

### Второстепенные персонажи
| Актёр              | Персонаж         | Эпизоды |
| ------------------ | ---------------- | ------- |
| Эбру Джюндюбейоглу | Первин Сойлу     | 1-13    |
| Берат Енильмез     | Кая Демирхан     | 1-14    |
| Севинч Эрбулак     | Серпиль Демирхан | 1-13    |
| Джем Куртоглу      | Ферди Армаган    | 1, 7-10 |
| Джихан Эрджан      | Яшар             | 1-14    |
| Тугче Кумрал       | Ширин            | 1-14    |
| Гёзде Кая          | Гюльден Авджи    | 1-13    |
| Аныл Челик         | Мете             | 1-14    |
| Мерве Шен          | Биннур           | 1-14    |
| Азиз Джанер Инан   | Танер            | 1-13    |
| Кимья Гёкче Айтач  | Джанан           | 1-14    |
| Озан Кая Окту      | Джем Демирхан    | 1-14    |
| Юнус Эски          | Сарп             | 1-14    |
| Берил Колджу       | Бурджу           | 1-14    |
| Мутлунур Лафчи     | Айнур            | 1-13    |
| Сена Чакыр         | Аслы             | 1-11    |
| Хакан Динчкол      | Али Бычакчи      | 5-8     |

### Приглашённые актёры
| Актёр           | Персонаж           | Эпизоды |
| --------------- | ------------------ | ------- |
| Синан Энгин     | в роли самого себя | 4       |
| Эмель Мюфтюоглу | в роли самой себя  | 6       |
| Неджми Япыджи   | Бахаттин           | 7       |
| Хаял Гарип      |                    | 8       |
| Шафак Пекдемир  | Севда Тузкан       | 9-13    |